# Lhotice (powiat Třebíč)
Lhotice – miejscowość i gmina (obec) w Czechach, w kraju Wysoczyna, w powiecie Třebíč. W 2022 roku liczyła 147 mieszkańców.